# Annette Lu

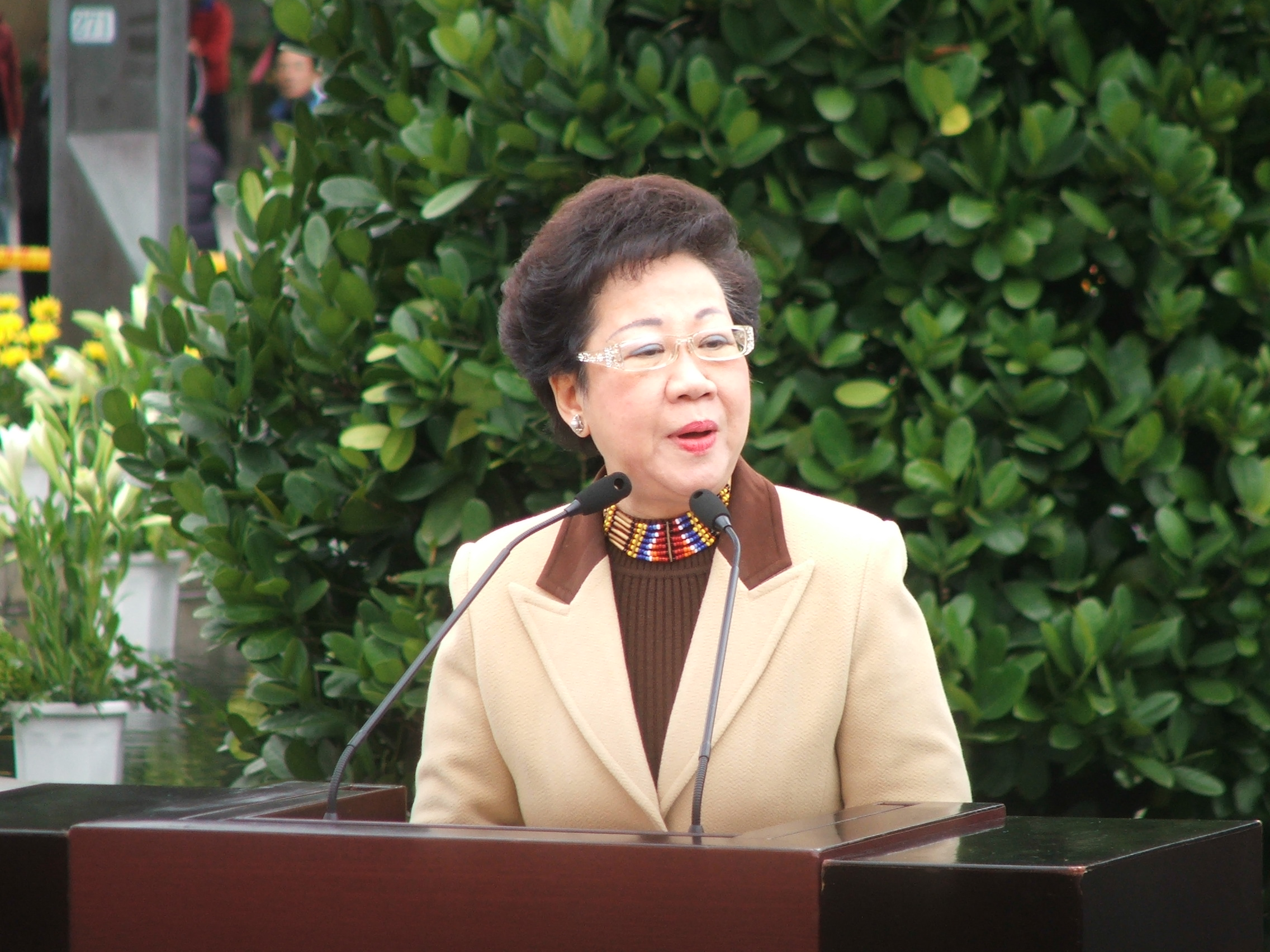
Annette Lu (呂秀蓮副總統) spricht beim 228 Memorial in Taipei

Annette Lu (chinesisch 呂秀蓮, Pinyin Lǚ Xiùlián; * 7. Juni 1944 in Taoyuan, Taiwan, damals zum Japanischen Kaiserreich gehörig) war von 2000 bis 2008 Vizepräsidentin der Republik China auf Taiwan.

## Ausbildung und politisches Engagement
Lu wurde in Taoyuan geboren und machte ihren Schulabschluss an der prestigeträchtigen Taipei First Girls’ High School. Anschließend studierte sie Rechtswissenschaft an der National Taiwan University. Nach ihrem Abschluss 1967 erwarb sie einen Master der University of Illinois in Urbana-Champaign und einen weiteren Master an der Harvard University.
Während der 1970er Jahre machte sie sich in Taiwan einen Namen als Anwältin feministischer Ideen, nicht zuletzt durch ein Buch unter dem Titel Prinzipien der Neuen Frauen (新女性主義,  Xīn Nǚxìngzhǔyì – „Neuer Feminismus“). Sie schloss sich auch der Dangwai-Bewegung und ab 1986 der daraus hervorgegangenen Demokratischen Fortschrittspartei (DPP) an und arbeitete für das Formosa Magazine. 1974 überstand sie eine Krebserkrankung im Rachenbereich.
Am 10. Dezember 1979 sprach sie auf einer Kundgebung und wurde anschließend wegen Volksverhetzung zu 12 Jahren Gefängnis verurteilt. Die Ereignisse dieses Tages mit der Verhaftung mehrerer Oppositioneller wurden unter der Bezeichnung Kaohsiung-Vorfall bekannt. Nach fünf Jahren und vier Monaten wurde sie aus medizinischen Gründen auf Bewährung entlassen, weil sie an Schilddrüsenkrebs litt.
Nach dem Ende des Kriegsrechtes auf Taiwan 1987 wurde sie 1993 in den Legislativ-Yuan gewählt. 1997 gewann sie die Provinzwahlen in Taoyuan und wurde Gouverneurin ihrer Heimatprovinz. Bei den Präsidentschaftswahlen von 2000 wurde sie an der Seite von Präsidentschaftskandidat Chen Shui-bian zur Vizepräsidentin gewählt.

## Vizepräsidentschaft 2000–2004

### Politische Kontroversen
Lu Hsiu-lien trat wesentlich direkter für die Unabhängigkeit Taiwans ein als Präsident Chen Shui-bian und wurde deshalb von der Regierung der Volksrepublik China und von den Befürwortern einer chinesischen Wiedervereinigung auch heftiger angegriffen. Dies führte auch zu Differenzen mit dem Präsidenten, dem sie bei einer Gelegenheit sogar öffentlich vorwarf, er wolle, dass sie die Böse spiele, damit er besser dastehe. Der Präsident ließ das allerdings dementieren.
In den Monaten vor der Präsidentschaftswahl von 2004 gab es daher viele Spekulationen darüber, ob Chen sie wieder zu seiner Kandidatin für das Vizepräsidentenamt machen würde. Führende Mitglieder der Partei hatten ihn bedrängt, einen weniger kontroversen Kandidaten auszuwählen, um so die Wechselwähler stärker anzusprechen. Der Präsident zeigte sich jedoch unbeeindruckt und nominierte Lu am 11. Dezember 2003 für eine weitere Wahlperiode.
Im Dezember 2003 bezeichnete Lu AIDS als »Strafe Gottes« gegen Homosexuelle.

### Attentat 2004
Am 19. März 2004, einen Tag vor der Wahl, wurden beide Kandidaten während einer Wahlveranstaltung in Tainan angeschossen. Lu bekam einen Schuss in die Kniescheibe während Chen einen Streifschuss am Bauch erlitt. Beide wurden nur leicht verletzt und konnten das Krankenhaus Chi-mei noch am selben Tag verlassen. Die Pan-blaue Koalition, der politische Gegner, behauptete, der Anschlag sei gestellt, um bei der Wahl einen Sympathiebonus zu bekommen. Chen und Lu gewannen die Wahlen mit einem Vorsprung von nur 0,2 %. Nach der Wahl wurde eine Untersuchungskommission eingesetzt, die den Vorfall untersuchte und den Präsidenten entlastete. Allerdings gibt es nach wie vor Zweifel an der offiziellen Version der Ereignisse.

## Vizepräsidentschaft 2004–2008

### Politische Kontroversen
Auch in der neuen Wahlperiode kam es zu Auseinandersetzungen um Äußerungen der Vizepräsidentin, die dafür bekannt ist, ihre politische Überzeugungen offen zu vertreten. Auf einem Treffen mit taiwanischen Migranten in San Francisco schlug sie vor, den Namen des Staates in „Taiwanische Republik China“ umzuändern, um die Diskussionen über die Identität Taiwans zu beruhigen. Dieser Vorschlag führte zu einer hitzigen Diskussion zwischen den Befürwortern einer Unabhängigkeit Taiwans, die den Namen „Republik China“ ablehnen, da er impliziert, dass das Hoheitsgebiet China sei, und ihren Gegnern, die in der Stellungnahme der Vizepräsidentin eine Verletzung der Politik der fünf Neins erkannten. Lu erklärte auch, dass sie lediglich eine persönliche Meinung geäußert habe, keinen offiziellen Vorschlag.

### Parteivorsitz der DDP
Nach dem Rücktritt des DDP-Vorsitzenden Su Tseng-chang, der die Verantwortung für die Niederlage der Partei bei den Kommunalwahlen vom Dezember 2005 übernahm, ernannte das Exekutivkomitee der Partei Lu am 7. Dezember zur kommissarischen Vorsitzenden. Bereits am 12. Dezember legte sie den Vorsitz überraschend nieder mit der Begründung, sie wolle sich aus parteiinternen Machtkämpfen heraushalten. Die lokale Presse berichtete allerdings unter Berufung auf nichtgenannte DDP-Offizielle, Präsident Chen sei besorgt über die Ernennung von Lu und ihre möglichen Ambitionen auf den regulären Vorsitz.
Lus Rücktritt kam, nachdem Chen ein Treffen mit ihr abgesagt hatte. In einer überraschenden Wendung widerrief sie ihren Rücktritt jedoch zwei Tage später wieder zurück und berief sich dabei auf Bitten von Komiteemitgliedern. Am 15. Januar 2006 wurde schließlich You Si-kun zum neuen Vorsitzenden der DDP gewählt.

### Präsidentschaftskandidatur
Am 6. März 2007 gab sie ihre Kandidatur für die Präsidentschaftswahlen 2008 bekannt, zog diese nach einem schlechten Ergebnis bei den parteiinternen Vorwahlen jedoch wieder zurück.

### Korruptionsvorwürfe
Am 21. September 2007 wurde Vizepräsidentin Lu vom Generalstaatsanwalt der Republik China angeklagt. Die Vorwürfe lauten auf Unterschlagung und Nutzung falscher Quittungen zur Begleichung von Auslagen in Höhe von insgesamt 165.000 US$ von einem Regierungskonto. Zusammen mit ihr wurde u. a. auch der Parteivorsitzende der DDP, Yu Shyi-Kun, angeklagt, der daraufhin den Vorsitz niederlegte.

## Spätere Entwicklungen
Im Mai 2018 unterlag Lu bei der parteiinternen Vorauswahl für die Bürgermeisterwahl in Taipeh im November 2018 ihrem Gegenbewerber Yao Wen-chih. Daraufhin erklärte sie ihren Austritt aus der DPP, gab jedoch ihren Mitgliedsausweis nicht zurück. Im April 2018 schloss sie sich der neu gegründeten Formosa-Allianz an. Am 17. September 2019 reichte sie ihre Kandidatur für die Präsidentenwahl 2020 ein, zog sie jedoch am 2. November 2019 wieder zurück, nachdem sie anstelle der erforderlichen 280.000 Unterstützerunterschriften weniger als 140.000 erhalten hatte.

## Werke
- mit Ashley Esarey: My Fight for a New Taiwan: One Woman’s Journey from Prison to Power. University of Washington Press, Seattle 2014, ISBN 978-0-295-99364-5.

## Film
- Taiwan – Demokratielabor im Schatten Chinas, Frankreich, 2020